# クロスボー
クロスボー株式会社は、米国MEMSIC, Inc.と住友精密工業株式会社の合弁企業であった。
MEMSICが製造するCrossbowブランドの加速度センサ、慣性計測装置（ジャイロスコープ応用製品）、センサネットワークについては日本での独占販売権を、住友精密工業のセンサーネットワーク製品 neoMOTE については全世界での独占販売権を有していた。

## 沿革
アメリカ合衆国のen:Crossbow Technology社は、1995年、カリフォルニア大学バークレー校にてMEMSセンサの研究で修士課程を終えようとするマイク・ホートン（Mike Horton）と同校工学部リチャード・ニュートン（Richard Newton）学部長（当時）により、研究成果の実用化を目的として、カリフォルニア州サンノゼ市に設立された。
1998年より住友精密工業と技術交流を開始し、2001年には住友精密工業の関連会社がCrossbow製品の日本国内販売を開始。 2005年、住友精密工業とCrossbowの合弁で日本法人クロスボー株式会社が設立された。2010年1月、Crossbow Technology社によるMEMSICへの関連事業譲渡により日本法人であるクロスボー株式会社もMEMSICの子会社となる。
2013年4月よりクロスボー株式会社は営業を停止し、商品は住友精密工業が引き継いで独占販売している。ここでいう商品とはMEMSIC社のシステム製品（慣性計測機器、無線センサネットワーク、計測用加速度計・傾斜計）である。

## 製品
- 加速度センサ[リンク切れ] ：計測用3軸加速度センサ。
- 傾斜センサ[リンク切れ] ：計測用傾斜センサ。
- ジャイロ・慣性計測ユニット[リンク切れ] ：MEMSセンサを使用した慣性ユニットとしては業界で初めて米航空局から正式航空計器として認定を受けるなど、独自の技術を駆使したセンサ応用製品群。日本では AHRS （姿勢方位基準装置）や VG （バーチカルジャイロ）が自動車や船舶などの運動計測用途に使われている。 GPSを姿勢方位検出の補助手段とする小型慣性計測装置NAV440は、一般計測用としては、先駆的にリリースされた。
- センサネットワーク[リンク切れ] 国際オープンソースコミュニティのユビキタス技術 TinyOS を使用したアドホックマルチホップ無線技術で一般に Mote （モート）/ SmartDust （スマートダスト）と呼ばれる物の代表格。2002年、自律的無線センサネットワークとして日本で初めて市販された。2007年以降、住友精密がCrossbowのライセンスを受け国産しているNeoMote-EcoWizardは、主に省エネ見える化用として年間5万個体制という。 ZigBee に類似。

## その他
- 2009年7月14日、国際ビジネスアワード[リンク切れ]でベストプロダクトに選出されたのはカリフォルニア米の灌漑自動化を図る同社の精密農業用無線センサネットeKo である。
- 2007年1月28日、NHKスペシャルで超小型無線コンピュータとして放映されたのは同社のセンサネットワーク機MICAzである。
- 2005年、無着陸無給油で世界一周記録を達成したザ･グローバルフライヤー機には、同社の慣性計測ユニット[リンク切れ]が使用された。
- 2001年、十勝人工地震実験[リンク切れ]ではカリフォルニア大学が持ち込んだ米Crossbow製MICAが使用され、日本で最初の無線センサネットワーク実用例といわれている。